# Storstockholms Lokaltrafik

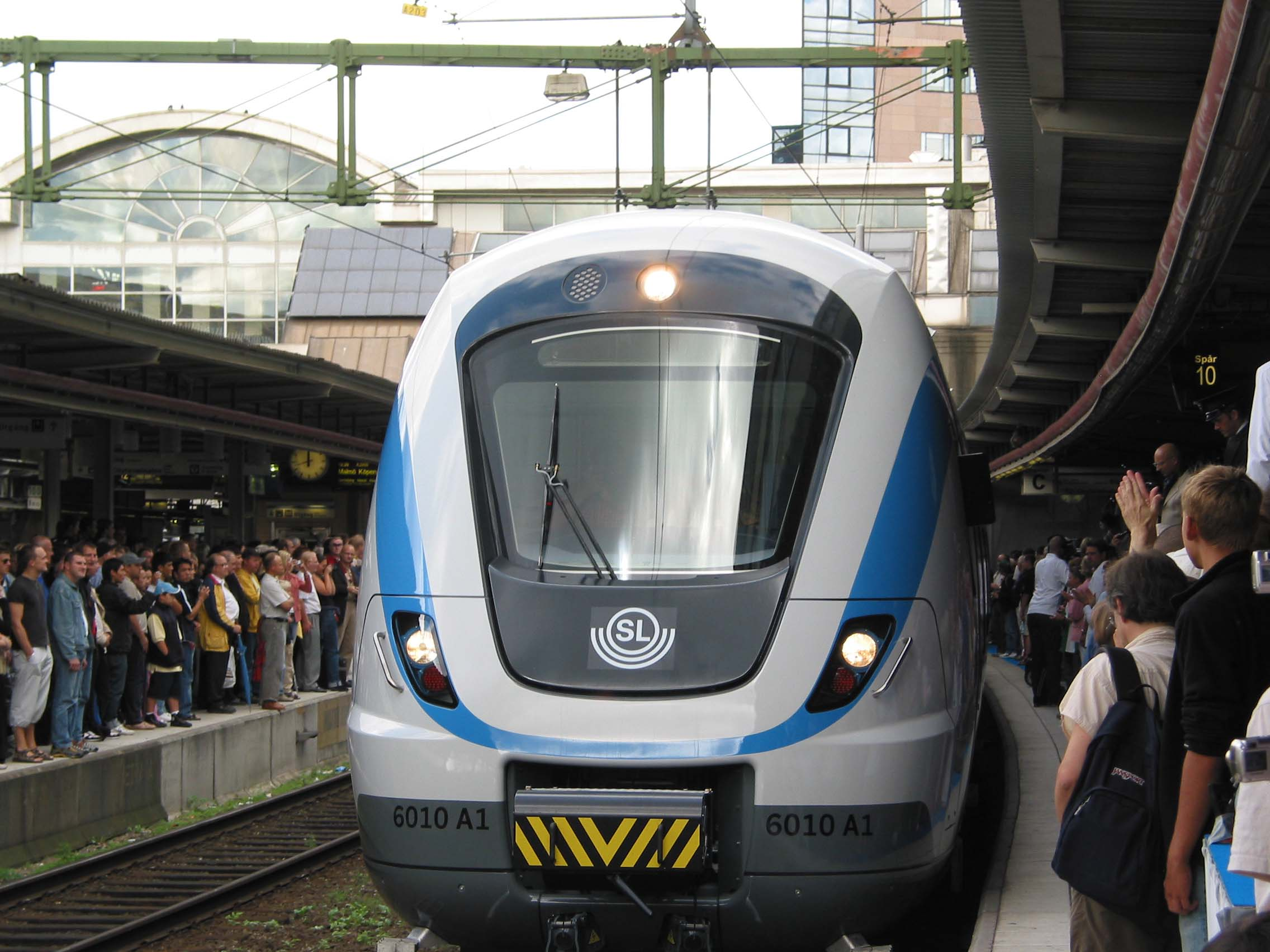
Ein Zug der SL am Stockholmer Hauptbahnhof

Die AB Storstockholms Lokaltrafik, kurz SL (bis 1967 AB Stockholms Spårvägar, SS) ist die Nahverkehrsgesellschaft des Großraums Stockholm. Sie fungiert als Managementgesellschaft des Aufgabenträgers, der Provinz Stockholms län. Sie ist in dieser Provinz verantwortlich für die U-Bahn (Tunnelbana), die Straßen-, die Lokal-, die S-Bahn-ähnlichen Vorortzüge (Pendeltåg) und die Buslinien. Dabei hält SL Infrastruktur und Fahrzeuge vor und ist für die Planung und Vermarktung des Verkehrsangebots verantwortlich. Die eigentliche Betriebsdurchführung wird von SL per Ausschreibung an Privatunternehmen vergeben.

## Linien
Hier sind alle Eisenbahnlinien aufgelistet, die im Verkehrsverbund Storstockholms Lokaltrafik fahren:
| Linie                  | Linienname           | Linienweg | Fahrzeugeinsatz             |
| Tunnelbanan (U-Bahn)   | Tunnelbanan (U-Bahn) | Tunnelbanan (U-Bahn) | Tunnelbanan (U-Bahn)        |
| ---------------------- | -------------------- | --- | --------------------------- |
| 10                     | Blå linje            | Kungsträdgården – T-Centralen – Hjulsta | C6-C20                      |
| 11                     | Blå linje            | Kungsträdgården – T-Centralen – Akalla | C6-C20                      |
| 13                     | Röda linje           | Norsborg – T-Centralen – Ropsten | C6-C20                      |
| 14                     | Röda linje           | Fruängen – T-Centralen – Mörby centrum | C6-C20                      |
| 17                     | Gröna linje          | (Åkeshov –) Odenplan – T-Centralen – Skarpnäck | C20                         |
| 18                     | Gröna linje          | (Vällingby –) Alvik – T-Centralen – Farsta strand | C20                         |
| 19                     | Gröna linje          | Hässelby strand – T-Centralen – Hagsätra | C20                         |
| Spårvagn (Straßenbahn) |                      | |                             |
| 7                      | Spårväg City         | Sergels torg – Kungsträdgården – Nybroplan – Nordiska Museet/Vasa-Museum – Skansen/Djurgårdsslätten – Waldemarsudde | A35                         |
| 7N                     | Djurgårdslinje       | Norrmalmstorg – Nybroplan – Nordiska Museet/Vasa-Museum – Skansen/Djurgårdsslätten – Waldemarsudde | historische Straßenbahnzüge |
| 12                     | Nockebybanan         | Alvik – Ålstensgatan – Höglandstorget – Nockeby | A32 und A35                 |
| 21                     | Lidingöbanan         | Ropsten – Larsberg – AGA – Skärsätra – Gåshaga – Gåshaga brygga (Gemeinde Lidingö) | A36                         |
| 30                     | Tvärbanan            | Solna station – Solna centrum – Solna Business Park – Sundbybergs centrum – Alvik – Stora Essingen – Liljeholmen – Årstaberg – Globen – Gullmarsplan – Sickla (Nacka)                                                                      | A32 und A35                 |
| 31                     | Tvärbanan            | Alviks strand – Bromma flygplats | A32 und A35                 |
| Lokalbanan (Lokalbahn) |                      | |                             |
| 25                     | Saltsjöbanan         | Slussen – Nacka – Lillängen – Saltsjö-Duvnas – Igelboda – Saltsjöbanan | C10                         |
| 26                     | Saltsjöbanan         | Igelboda – Tippen – Tattby – Ersta viksbadet – Solsidan | C10                         |
| 27                     | Roslagsbanan         | Stockholms östra – Universitetet – Mörby – Djursholms Ösby – Roslags Näsby – Täby kyrkby – Vallentuna – Lindholmen – Kårsta | X10p und X15p               |
| 28                     | Roslagsbanan         | Stockholms östra – Universitetet – Mörby – Djursholms Ösby – Bråvallavägen – Djursholms Ekeby – Enebyberg – Roslags Näsby – Täby Centrum – Viggbyholm – Hägernäs – Åkersberga – Österskär                                                  | X10p und X15p               |
| 29                     | Roslagsbanan         | Stockholms östra – Universitetet – Stocksund – Mörby – Djursholms Ösby – Täby Näsbypark | X10p und X15p               |
| Pendeltåg (S-Bahn)     |                      | |                             |
| 40                     | Pendeltåg            | Uppsalas centralstation – Knivsta – Flughafen Stockholm/Arlanda – Upplands Väsby – Sollentuna – Solna – Stockholm Odensplan – Stockholm City – Stockholms södra – Älvsjö station – Huddinge – Tumba – Södertälje hamn – Södertälje centrum | X60                         |
| 41                     | Pendeltåg            | Märsta – Upplands Väsby – Sollentuna – Solna – Stockholm Odenplan – Stockholm City – Stockholms södra – Älvsjö station – Huddinge – Tumba – Södertälje hamn – Södertälje centrum                                                           | X60                         |
| 42                     | Pendeltåg            | Märsta – Upplands Väsby – Sollentuna – Solna – Stockholm Odenplan – Stockholm City – Stockholms södra – Älvsjö station – Handen – Jordbro – Västerhaninge – Ösmo – Nynäshamn                                                               | X60                         |
| 43                     | Pendeltåg            | Bålsta – Kungsängen – Jakobsberg – Sundbyberg – Stockholm Odenplan – Stockholm City – Stockholms södra – Älvsjö station – Handen – Jordbro – Västerhaninge – Ösmo – Nynäshamn                                                              | X60                         |
| 44                     | Pendeltåg            | Bålsta – Kungsängen – Jakobsberg – Sundbyberg – Stockholm Odenplan – Stockholm City – Stockholms södra – Älvsjö station – Huddinge – Tumba – Södertälje hamn – Södertälje centrum                                                          | X60                         |
| 48                     | Pendeltåg            | Södertälje centrum – Södertälje hamn – Södertälje Syd – Järna – Gnesta | X60                         |

## U-Bahn
Die Tunnelbanan wird von MTR Corporation, der U-Bahngesellschaft von Hongkong, betrieben. Die drei Stammstrecken (rote, blaue und grüne Linien) werden von sieben einzelnen Linien befahren (Blaue Linie: 10 und 11, Rote Linie: 13 und 14, Grüne Linie: 17, 18 und 19).

## Straßenbahn
Die Geschichte der Straßenbahn in Stockholm begann am 10. Juli 1877 mit der Eröffnung der ersten Pferdebahn. Zwischen 1887 und 1901 verkehrte zudem eine Dampfstraßenbahn im Stadtteil Södermalm. Ab 1901 begann der elektrische Betrieb der Bahn. Bis 1917 gab es in der Stadt mit der Stockholms Nya Spårvägsaktiebolag, kurz SNS, und Södra Spårvägs AB, kurz SSB, zwei Straßenbahngesellschaften. Seit diesem Jahr waren sie als AB Stockholms Spårvägar (SS) vereint. 1923 führte sie die ersten Omnibusse ein. 1926 kam es zur ersten Einstellung einer Straßenbahn- zu Gunsten einer Omnibuslinie. 1941 wurde eine weitere Linie zugunsten einer Oberleitungsbuslinie eingestellt.
Am 15. April 1957 beschloss die Stadt, den Straßenbahnbetrieb schrittweise auf Omnibusse umzustellen. Damals wurde festgestellt, dass dieser Beschluss unwirtschaftlich sei. Trotzdem begann die sukzessive Schließung des Straßenbahnnetzes. Ab dem 3. September 1967 war die Innenstadt straßenbahnleer. An demselben Tag, dem Dagen H, wurde die Rechtsfahrordnung in Schweden eingeführt, was auch ein Grund der Einstellung war, denn für den Rechtsbetrieb hätten teure Neufahrzeuge mit Türen auf der anderen, nun richtigen Seite gekauft werden müssen. Bis dahin wurde in Schweden links gefahren. Ab 1. Januar 1967 wurde die Stockholmer Straßenbahn AG, AB Stockholms Spårvägar, (SS) in die regionale Gesellschaft AB Storstockholms Lokaltrafik umgebildet.
In den 1970er begann ein Prozess des Umdenkens. Es zeigte sich, dass trotz des massiven Ausbaus der U-Bahn der Bus die Verkehrsprobleme allein nicht in den Griff bekommen konnte. Von den Straßenbahnlinien waren nur noch zwei (Lidingöbanan und Nockebybanan) übrig geblieben, welche hauptsächlich als Zubringer für die U-Bahn fungierten. Drei weitere Linien, Spårväg City, die Djurgårds- und die Lidingöbanan werden von AB Stockholms Spårvägar, die ursprünglich für den Betrieb der Museumsstraßenbahn wiedergebildete Gesellschaft, betrieben, die Nockebybanan und die Tvärbanan dagegen von VR Sverige.

### Djurgårdslinje

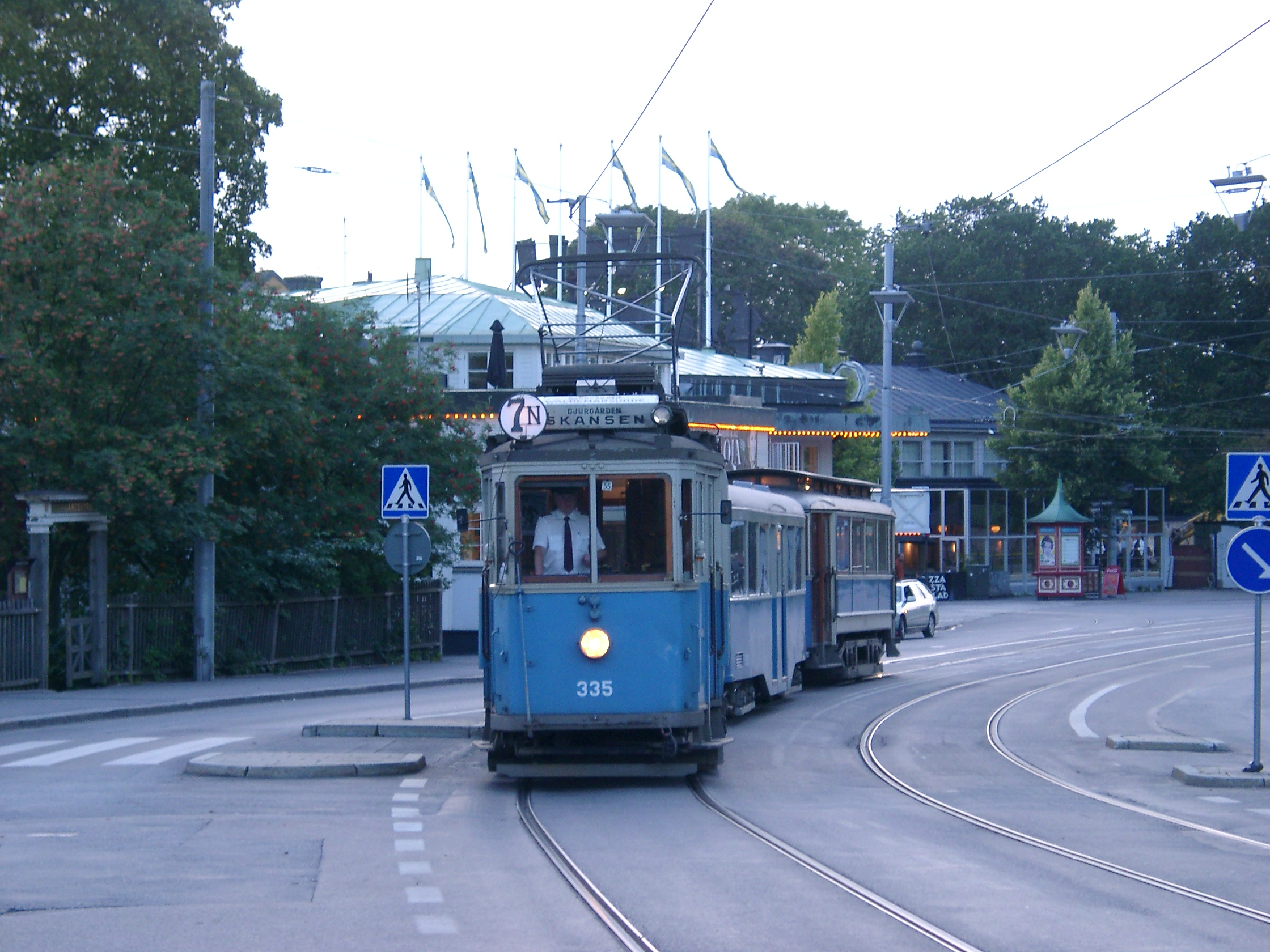
Wagen 335

Die Djurgårdslinie wurde 1967 eingestellt. Seit dieser Zeit gab es immer wieder Überlegungen, sie zu reaktivieren. 1985 beschloss die Stadt ohne Einverständnis der SL, sie als Museumsbahn wieder in Betrieb zu nehmen. Am 2. Juni 1991 nahm sie ihren Betrieb auf. Als Linie 7N verkehren an den Wochenenden historische Straßenbahnwagen. Im Jahre 2010 wurde aus der Djurgårdslinie die neue Straßenbahnlinie 7 Spårväg City gebildet, die 7N verkehrt jedoch weiterhin.

### Spårväg City
Um die Probleme in der Innenstadt in den Griff zu bekommen, ist der Bau einer innerstädtischen Bahn nach dem Vorbild der Trambaan in den Niederlanden geplant. Diese soll aus sieben Tag- und drei Nachtlinien bestehen. Das Projekt soll in fünf Phasen umgesetzt werden und ist mit Kosten von rund sieben Milliarden Kronen geplant. Seit August 2010 verkehrt die Linie 7 auf der bis zum Sergels torg verlängerten Djurgårdslinie, welche vorher ausschließlich als Museumsbahn genutzt wurde.

### Nockebybanan
Die Nockebybahn mit der Liniennummer 12 hat seit 1952 keinen Anschluss mehr an die Innenstadt. Sie dient heute als Zubringer zur U-Bahn. 1967 wurde sie vollständig auf Rechtsverkehr umgestellt. Die vorhandenen Wendeschleifen wurde in den Jahren danach entfernt.

### Lidingöbanan
Diese Strecke mit der Liniennummer 21 ist die jüngere von zwei im Gemeinschaftsverkehr betriebenen. Die ältere Bahn bestand seit 1907 zwischen Islinge (Sommarbo) und Boo im Norden der Lidingöinsel, später nach Kyrkviken verlängert. Von Islinge wurden die Wagen zwischen 1909 und 1914 auf eigens angeschafften Fährschiffen direkt bis in die Innenstadt trajektiert. 1914 kam die Strecke von Herserud, mit gewöhnlicher Personenfähre von Stockholm, nach Parkvägen und später Gåshaga hinzu. Ab 1925 verkehrten beide Bahnen über eine neuerbaute Brücke in die Stadt. Am 3. September 1967 wurde die Strecke in die Innenstadt durch die U-Bahn-Strecke bis Ropsten ersetzt. Am 12. Juni 1971 wurde der zweigleisige Ast nach Kyrkviken eingestellt, um den Bau einer zweiten Brücke zu erleichtern. Der andere Abschnitt wurde modernisiert und hat ab dem 7. Mai 2000 mit der neuen Endhaltestelle Gåshaga Brygga Anschluss an Fähren weiter hinaus in die Schären.

### Tvärbanan
Da alle Linien der U-Bahn und der Vorortzüge über den Hauptbahnhof fuhren, waren alle Fahrgäste, welche von einem Stadtteil in einen anderen wollten, wegen der Geographie der Stadt an der Mündung des Mälarsees gezwungen, über diesen zu fahren. So kamen bereits 1988 Überlegungen auf, eine Schnellstadtbahn anzulegen. Man brachte diese in einen Umwelt- und Verkehrsplan (UVP) ein und versuchte diesen zu beschließen. Da in diesem UVP auch eine neue Autobahn enthalten war, scheiterte er 1992. Mit einer Verspätung von fünf Jahren begannen trotzdem die Bauarbeiten, und am 8. Januar 2000 konnte der erste Abschnitt zwischen Gullmarsplan und Liljeholmen in Betrieb gehen. Bis 2003 wurde ein weiterer 2,4 Kilometer langer Abschnitt nach Sickla udde in Betrieb genommen, es folgten weitere Streckenteile bis Solna und Sickla. Diese Linie trug früher die Nummer 22, seit Dezember 2020 ist es die Linie 30 sowie die Linie 31 auf dem 2021 eröffneten Kista-Streckenast nach Bromma flygplats.

### Fahrzeugpark

#### Aktuelle Fahrzeuge
Auf den vier Straßenbahnlinien werden aktuell drei verschiedene Fahrzeuge eingesetzt:
| Typ | Hersteller | Modell        | Linien                 | Baujahr   | Anzahl | Länge    | Breite | Leermasse | Max. Leistung | Höchstgeschw. | Fahrzeug- nummern | Bemerkung                                           | Bild                                      |
| --- | ---------- | ------------- | ---------------------- | --------- | ------ | -------- | ------ | --------- | ------------- | ------------- | ----------------- | --------------------------------------------------- | ----------------------------------------- |
| A32 | Bombardier | Flexity Swift | Tvärbanan Nockebybanan | 1999–2008 | 31     | 29,70 m  | 2,65 m | 37,50 t   | 4 × 120 kW    | 80 km/h       | 401–437           | 6 Stück 2010 von RijnGouweLijn übernommen (432–437) | A32 404 auf der Tvärbana (Bf Alvik, 2013) |
| A35 | CAF        | Urbos AXL     | Tvärbanan Spårväg City | 2011 –    | 33     | 30,80 m  | 2,65 m |           |               | 90 km/h       | 451–483           | dreiteilige Fahrzeuge                               |                                           |
| A36 | CAF        | Urbos AXL     | Lidingöbanan           | 2014 –    | 9      | 39,475 m | 2,65 m |           | 8 × 65 kW     | 90 km/h       | 551–559           | vierteilige Fahrzeuge                               |                                           |

#### Ehemalige Fahrzeuge
Auf den Straßenbahnlinien wurden früher weitere Fahrzeuge eingesetzt:
| Typ | Hersteller | Modell          | Linien       | Einsatzzeit | Anzahl | Länge | Breite | Leermasse | Max. Leistung | Höchst- geschw. | Fahrzeug- nummern | Bemerkung                                                  | Bild |
| --- | ---------- | --------------- | ------------ | ----------- | ------ | ----- | ------ | --------- | ------------- | --------------- | ----------------- | ---------------------------------------------------------- | ---- |
| M06 | Bombardier | Flexity Classic | Spårväg City | 2006–2012   | 3      | 30 m  | 2,40 m | 40 t      | 4 × 150 kW    | 100 km/h        | 33–35             | ausgeliehene Fahrzeuge der Straßenbahn Norrköping          |      |
| S   | Bombardier | Flexity Classic | Spårväg City | 2006–2012   | 3      | 30 m  | 2,40 m | 40 t      | 4 × 150 kW    | 100 km/h        | 262–264           | ausgeliehene Fahrzeuge der Straßenbahn Frankfurt am Main   |      |
| A34 | Bombardier | Flexity Classic | Spårväg City | 2012–2020   | 6      | 30 m  | 2,40 m | 40 t      | 4 × 150 kW    | 100 km/h        | 1–6               | Ende 2020 wurden alle 6 Fahrzeuge nach Norrköping verkauft |      |

## Lokalbahn
Beide Strecken werden von VR Sverige betrieben.

### Saltsjöbanan
Die 1893 eröffnete Bahn ist außer den Fernlinien die älteste noch existierende Bahn in Stockholm. Sie galt beim Bau als eine der teuersten Bahnen in Schweden. Ein 1971 gegründeter Verein verhinderte ihre Stilllegung. Heute befördert sie rund 16 000 Fahrgäste pro Tag. Die beiden Linien 25 und 26 sind zusammen 18,6 Kilometer lang und haben 18 Haltepunkte.

### Roslagsbanan
Diese jetzige Lokalbahn geht auf alte sowohl Fern- als auch Lokalbahnstrecken zurück. Sie hat eine Spurweite von drei schwedischen Fuß, 891 mm. Der ursprüngliche Vorortbahnteil des Netzes im Nordosten Stockholms wurde 1885 geöffnet; 1895 wurde eine Teilstrecke als eine der ersten Bahnen weltweit elektrifiziert. Bis 1954 hatte das gesamte Netz eine Länge von 354 Kilometern erreicht. Seitdem schrumpfte ihre Länge bis auf die heutigen 63 Kilometer. Heute befördert die drei Linien 27, 28 und 29 rund 40 000 Fahrgäste pro Tag und ist die einzig verbliebene nichtmuseale Schmalspurbahn in Schweden. Die Roslagsbanan endet am Bahnhof Stockholms östra, wo in die rote U-Bahn-Linie umgestiegen werden kann.

## Vorortzüge
Die sechs Pendeltåg-Linien 40, 41, 42, 43, 44 und 48, die einen S-Bahn-ähnlichen Vorortbetrieb anbieten, werden von Stockholmståg, einer Tochtergesellschaft der schwedischen Staatsbahn Statens Järnvägar, betrieben.

## Bus
Die SL organisiert die Omnibus-Linien in Stockholm, die auf Linienplänen mit unterschiedlichen Farben dargestellt werden. Die Linien 1 bis 4 sind die am stärksten belasteten Linien, bedienen wichtige Hauptverkehrsachsen und stellen schnelle Tangentialverbindungen abseits der U-Bahnen her. Sie werden ausschließlich mit blau lackierten Gelenkbussen betrieben und verkehren in dichten Taktfolgen. Der Großteil der Linien in der Stockholmer Innenstadt werden von Keolis, einer Tochtergesellschaft der französischen Staatsbahn SNCF betrieben.
Die übrigen Linien mit zwei- (Stadtbus) und dreistelligen (Vorort-/Regionalbus) Liniennummern werden überwiegend mit Solowagen betrieben. Die Busse sind in der Regel rot lackiert. Eine Ausnahme sind die Blåbusslinjer (Blaubuslinien), die blau lackierte Gelenkbusse sind und nach dem Konzept des Bus Rapid Transits arbeiten, d. h. durch eigene Busspuren und andere Maßnahmen einen höheren Standard erreichen sollen. Dazu gehören die Linien 1 bis 4 in der Innenstadt sowie Linien mit dreistelliger Nummer, bei denen die mittlere Zahl die 7 ist.
Bei dreistelligen Liniennummern gibt die erste Ziffer den Bereich an. So haben Busse im äußeren Stadtgebiet Liniennummern im Bereich 100–199, Busse in Lidingö Liniennummer von 200 bis 299 usw. Es gibt hierbei jedoch auch Überlappungen. Die zweite Ziffer grenzt in der Regel den Bereich weiter ein.
Nachtbuslinien haben in der Innenstadt Nummern im Bereich 90–99. Bei dreistelligen Liniennummern haben Nachtbuslinien die 9 als mittlere Ziffer.
Im Jahr 2004 hatte die SL 1761 Busse, davon 784 Niederflurbusse.

## Personenfähren
Mit Stand 2019 bietet SL drei Personenfährlinien auf den Gewässern im Stockholmer Stadtgebiet an. Diese Fährlinien können mit allen SL-Fahrkarten benutzt werden. Sie werden von verschiedenen Reedereien im Auftrag von SL betrieben.

### Sjövägen
Die zunächst von einer Immobiliengesellschaft für ihre Mieter eingerichtete Fährlinie zwischen den Inseln Lidingö und Kvarnholmen und der Stockholmer Innenstadt wurde 2010 zunächst im Rahmen eines Pilotprojekts, ab 2013 dann vollständig in das Nahverkehrssystem von SL übernommen. Sie fährt unter der Bezeichnung Sjövägen und trägt die Liniennummer 80.

### Djurgårdenfähre
Die Djurgårdenfähre verkehrt auf der Strecke Slussen–Skeppsholmen–Djurgården. Die zuvor von Waxholmsbolaget betriebene Linie wurde im Juni 2014 von SL übernommen und mit der Liniennummer 82 in das Verkehrs- und Tarifsystem integriert. Die Fähren verkehren an allen Tagen in einem dichten Taktverkehr, zu Spitzenzeiten mit Abfahrten alle zehn Minuten. Sie ist insbesondere bei den Besuchern der zahlreichen Museen und Attraktionen auf der Insel Djurgården sehr beliebt.

### Riddarfjärdslinie (2016–2018)
Die Riddarfjärdslinie wurde im Januar 2016 in Betrieb genommen. Sie verkehrte an allen Tagen unter der Liniennummer 85 zwischen 6 Uhr (an Wochenenden ab 9 Uhr) und 19 Uhr im Halbstundentakt auf einem V-förmigen Kurs zwischen Klara Mälarstrand, Söder Mälarstrand und Kungsholmen. Ende 2018 wurde der Betrieb wieder eingestellt.

### Ekerölinie
Im August 2016 wurde die vierte von SL betriebene Personenfährlinie unter dem Namen Ekerölinien mit der Liniennummer 89 in Betrieb genommen. Sie verkehrt nur montags bis freitags jeweils morgens und nachmittags zu den Stoßzeiten. Es werden die Haltestellen Klara Mälarstrand, Lilla Essingen, Ekensberg, Kungshatt (nur nach Voranmeldung) und Tappström (nicht bei Eisgang) angelaufen. Seit Oktober 2024 wird die Linie auch von der Nova bedient.

## Oberleitungsbus
Der Oberleitungsbus wurde 1941 von der Stockholms Spårvägs eingeführt. In den 1950er Jahren entstand in der Stadt mit 13 Linien das größte Netz in Skandinavien. Bis 1964 verschwand dieses Verkehrsmittel wieder vollständig aus der Stadt.

## Tarifsystem
Das Nahverkehrssystem in Stockholm folgt der Maßgabe, dass die Hälfte der Kosten durch den Fahrkartenverkauf abgedeckt werden sollen.
Ein einheitliches Tarifsystem wurde erstmals 1971 eingeführt. Davor galten verschiedene Tarifsysteme in verschiedenen Verkehrsmitteln.
Über die Jahre wurde das Tarifsystem von SL zahlreiche Male verändert. Fahrkarten können seit Frühjahr 2023 direkt über die SL-App gekauft werden, oder alternativ über die SL-App, die SL-Webseite, an Kiosks, in den SL-Kundendienststellen sowie an den Eingängen der U-Bahnen und des Pendeltåg auf eine SL-Kort geladen werden. App-Fahrkarten müssen vor der ersten Benutzung aktiviert werden, auf diese Weise ist es möglich, mehrere Fahrkarten auf Vorrat in der App zu speichern.
Kontrolliert werden die Tickets in der U-Bahn, beim Pendeltåg sowie bei der Djurgårdenfähre an Sperren an Lesegeräten am Eingang der Stationen, alternativ an einem mit Personal besetzten Schalter. In Bussen hängt ein Lesegerät vorne beim Fahrer, weswegen generell vorne eingestiegen werden muss. In den Straßenbahnzügen mit Ausnahme von Tvärbanan und Nockebybanan kontrollieren Schaffner, auf den übrigen von SL betriebenen Fährlinien befinden sich Lesegeräte am Eingang zur Passagierkabine.
Zusätzlich beauftragt SL Kontrolleure. Bei einer Fahrt ohne gültiges Ticket drohen 1850 Schwedische Kronen Bußgeld (Stand 2025).

### Kartentypen
Seit der Tarifreform im Frühjahr 2023 gibt es nur noch Zeitkarten. Auch die sog. Einzelfahrkarte („Enkelbiljett“) ist de facto eine 75-Minuten-Zeitkarte.
Es werden folgende Kartentypen unterschieden:
- Einzelfahrkarten: Tatsächlich eine 75-Minuten-Zeitkarte, die ab dem ersten Einchecken 75 Minuten lang beliebig viele Fahrten mit allen SL-Verkehrsmitteln erlaubt. Läuft die Zeit ab, während man sich in einem Verkehrsmittel befindet, so darf man die Fahrt mit diesem Verkehrsmittel noch bis zum Ende fortsetzen.[14]
- Zeitkarten: Diese Karten gibt es für Zeiträume von 24 Stunden, 72 Stunden, sieben Tagen, 30 Tagen, 90 Tagen und einem Jahr.[15]
- Für Schüler unter 20 und Jugendliche allgemein gibt es mehrere Kartentypen, von denen einige nur zur Schulzeit (nicht Wochenende und nicht abends) oder nur außerhalb der Schulzeit gelten. Alle diese Karten werden in Schulhalbjahren ausgegeben, weswegen es für die Sommerferien eine eigene Karte gibt. Im Zuge der Einführung des neuen Bezahlsystems wurde dieser Fahrkartentyp flexibilisiert, so dass es 90-Tage-Tickets für Jugendliche gibt.
- Daneben gibt es noch zahlreiche spezielle Kartentypen wie z. B. Firmenkarten.

Nahezu alle Kartentypen sind in einer preisreduzierten Version erhältlich, die von Jugendlichen unter 20 Jahren, Studenten, Frührentnern, Senioren ab 65 Jahren und bestimmten anderen Gruppen benutzt werden darf.
Eine Sonderregelung gilt für die seit Dezember 2012 über den Flughafen Stockholm/Arlanda nach Uppsala verlängerte Pendeltåglinie J38. Der Flughafenbahnhof Arlanda C stellt die Grenze zwischen dem SL-Gebiet und dem Tarifgebiet von Upplands Lokaltrafik dar. Fahrgäste, die mit dem Pendeltåg über Arlanda C hinaus nach Knivsta oder Uppsala fahren wollen, benötigen Fahrkarten beider Tarifgebiete oder spezielle Kombikarten. Fahrgäste, die bei Arlanda C ein- oder aussteigen wollen, müssen einen besonderen Zuschlag bezahlen.

### Bezahlsystem
Mit der Einführung der einheitlichen Tarife wurden 50er Karten, Ende der 1970er 70er Karten eingeführt.
Die langlebigste Karte war der Stempelstreifen, der 1973 eingeführt wurde, mehrere Male Größe und Aussehen wechselte und 2013 durch ein elektronisches Guthabensystem ersetzt wurde. Neben ihnen wurden noch einzelne Coupons verkauft, die nach dem gleichen Muster gestempelt wurden. Es gab einige wenige Zeitkarten, die ebenso gestempelt wurden.
Als persönliche Dauerfahrkarte gab es früher die Stamkort, für die es Monatsmarken gab. Deren letzte Version wurde 1997 abgeschafft, womit das Foto als Erkennungsmerkmal und die Bindung an eine Person verschwand. Später waren nur noch Schüler- und Studentenkarten an eine Person gebunden. Zum gleichen Zeitpunkt wurden die Monatskarten durch 30-Tages-Karten ersetzt.
Von 1995 an gab es Papierkarten im Scheckkartenformat mit Magnetstreifen. Sie konnten an den elektronischen Sperren an den Eingängen der U-Bahn und des Pendeltåg verwendet werden. Dieses System wurde ab 2010 schrittweise abgeschafft.
Ab 2008 wurde ein neues elektronisches Kartensystem, SL Access, eingeführt. Es nutzte RFID-Chips, wodurch die Tickets ohne direkten Kontakt mit einem Kartenleser ausgelesen werden konnten. Die Plastikkarten waren nur noch der Träger der Fahrkarte und konnten beliebig oft aufgeladen werden, ggf. mit mehreren Karten parallel. Nach anfänglichen technischen Problemen kam es zu einigen Verzögerungen. 2007 wurde ein erster Flächentest auf Lidingö durchgeführt. Ab September 2008 wurden die ersten regulären Tickets ausgegeben. Der Verkauf beschränkte sich zunächst auf Saisonkarten, wurde schon im November 2008 auf 30-Tages-Karten erweitert. Zunächst wurden die Karten nur in den SL Center verkauft. Ab Mai 2009 wurden Automaten, an denen die Karten aufgeladen werden können, in Betrieb genommen. Der erste Kartentyp, der ausschließlich über SL Access vertrieben wurde, war die Studentenkarte, die im Herbst 2009 zum letzten Mal als Papierkarte ausgegeben wurde. Die Kioske, die einen großen Teil des Ticketverkaufs übernehmen, verkauften zunächst bis auf wenige Ausnahmen ausschließlich Papier- und Stempelkarten. Mit Stand Oktober 2010 wurden nahezu ausschließlich Access-Fahrkarten ausgegeben.
Wegen der stark zunehmenden Nutzung von Smartphone-Tickets wurden im Laufe der Jahre 2018 und 2019 die Kartenlesegeräte an sämtlichen Bahnsteigsperren ausgetauscht. Die neuen Lesegeräte können neben den Accesskarten auch die als 2D-Code (Aztec-Code) auf dem Display des Mobiltelefons angezeigten Tickets ablesen. Ab 2019 wurden nach und nach auch die Busse mit 2D-Code-Lesern ausgerüstet.
Im Frühjahr 2022 wurde ein neues Chipkartensystem eingeführt. Zugleich wurden auch die Fahrkartenautomaten nach und nach stillgelegt und abgebaut. Die neuen, grünen Karten, SL-Kort genannt, können an den Sperrenkiosken sowie bei den Vorverkaufsstellen erworben werden. Es können dort auch Tickets darauf geladen werden. Tickets können aber auch online oder über die SL-App auf die Karte geladen werden. Mit den neuen Karten entfällt das Reskassa-Guthabensystem. Stattdessen ist es möglich, eine Anzahl von Einzelfahrkarten darauf zu laden, von denen dann beim Einchecken nach Bedarf jeweils eine aktiviert wird. Im Unterschied zu den Access-Karten können online erworbene Tickets auf der SL-Karte sofort genutzt werden. Reskassa-Restguthaben auf noch vorhandenen Access-Karten kann beim SL-Kundendienst zurückerstattet werden. Gleichzeitig wurde die Möglichkeit der direkten kontaktlosen Bezahlung mit Debit- und Kreditkarten mehrerer Anbieter eingeführt und die Fahrkartenautomaten stillgelegt und abgebaut. Papierfahrkarten sind seitdem nur noch als Einzelfahrkarte an Vorverkaufsstellen sowie den Sperren an den Bahnsteigzugängen erhältlich und sollen in den folgenden Jahren ganz abgeschafft werden. Busfahrer verkaufen keine Fahrkarten mehr, beim Betreten des Busses müssen Fahrgäste eine gültige Fahrkarte besitzen oder kontaktlos bezahlen.

### Zoneneinteilungen
Von 1973 bis 2006 und von 2007 bis 2017 hatte SL verschiedene Zonensysteme.
1973 wurde im Rahmen einer Reform des Kartensystems ein Zonensystem eingeführt, das 43 Zonen enthielt. Die Innenstadt Stockholms bildete eine Zone. Außerhalb reihten sich die anderen Zonen teils strahlen-, teils ringförmig um die Stadt herum an.
Im Februar 1989 wurde dieses System durch eines mit fünf Zonen ersetzt.
Ab Mai 2006 wurden diese Zonen auf Beschluss der damaligen rot-grünen Mehrheit abgeschafft und es galt ein Einheitstarif. Dies führte jedoch zu erheblichen Komplikationen. SL hatte erhebliche Einnahmeverluste zu beklagen. Da eine im Bus gekaufte Fahrkarte mit 20 Kronen nur unerheblich teurer war als eine im Voraus gekaufte Einzelfahrkarte (18 Kronen), erwarben viele Fahrgäste ihre Karten erst beim Fahrtantritt und bezahlten bar. Die sich daraus bei den Fahrern ansammelnden Barbestände wurden das Ziel zahlreicher Raubüberfälle auf Busse. Am 1. April 2007 wurde daher die Möglichkeit, Fahrkarten im Bus zu erwerben, komplett abgeschafft.
Schon zuvor, im März 2007, wurde auf Beschluss der neuen bürgerlichen Regierung ein neues Zonensystem eingeführt. Es verfügt nur noch über drei Zonen, die mit A, B und C benannt sind. A bildet den Kern in der Mitte und umfasst das gesamte U-Bahn-Netz sowie Lidingö-, Nockeby- und Tvärbanan. Die Zonen B und C legen sich wie Ringe um die Zone A, wobei die Zone B mit Ausnahme einiger Pendeltågstationen den gesamten verbleibenden Schienenverkehr umfasst. Die Zonengrenzen orientieren sich dabei an den Kommunengrenzen. Beispielsweise bildet die Grenze zwischen den Kommunen Vallentuna und Norrtälje die Zonengrenze zwischen B und C.
Einige wenige Orte befanden sich außerhalb des Zonensystems. Dies waren Bålsta und Gnesta, die außerhalb von Stockholms län liegen. Fahrkarten dorthin unterlagen einem besonderen Zuschlag.
Dieses Zonensystem wurde zum 9. Januar 2017 abgeschafft und durch das oben beschriebene Einheitstarifsystem ersetzt. Hauptgründe dafür waren die Unbeliebtheit bei den Reisenden und die Tatsache, dass die Hälfte der Reisenden zu wenig zahlte, d. h. für weniger Zonen zahlte, als sie durchreiste.